# Renato Gardini
Renato Gardini (Pola, 26 giugno 1921 – Milano, 1975) è stato un calciatore italiano, di ruolo attaccante.

## Caratteristiche tecniche
Giocava preferibilmente come mezzala con compiti di raccordo tra centrocampo e attacco, ma poteva essere schierato anche come centravanti più votato alla manovra che alla finalizzazione. Dotato di buona tecnica individuale e visione di gioco, era maggiormente carente sul piano temperamentale.

## Carriera
Segnalatosi tra i migliori giovani dei campionati studenteschi di Pola, inizia l'attività agonistica nella stagione 1938-1939 con l'A.R.S.A. di Arsia, da cui passa l'anno successivo al Grion Pola; poco impiegato nella formazione nerostellata, interrompe l'attività all'inizio degli anni quaranta per svolgere il servizio militare.
Nella stagione 1945-1946 passa dal Pola al Pavia, in Serie C; l'anno seguente ha invece giocato in Serie B nel Forlì, con cui ha collezionato 32 presenze nella serie cadetta. Nella stagione 1947-1948 passa al Crema, ancora in Serie B, insieme ad altri due compagni del Forlì; rimane in forza ai cremaschi anche nel successivo campionato di Serie C 1948-1949. Ha giocato in seconda serie anche nella stagione 1949-1950, nella quale ha disputato 10 partite senza mai segnare nell'Arsenaltaranto. Successivamente ha anche giocato per una stagione in Promozione con la maglia dell'Agrigento.
In carriera ha giocato complessivamente 60 partite in Serie B.